# Cimitero di Lyčakiv
Il cimitero di Lyčakiv (in ucraino Личаківський цвинтар?; in russo Лычаковское кладбище?; in polacco Cmentarz Łyczakowski we Lwowie) è il principale luogo di sepoltura della città di Leopoli, in Ucraina.
È situato all'esterno della cinta muraria nella parte sud orientale dell'abitato e risale al XVIII secolo.

## Storia

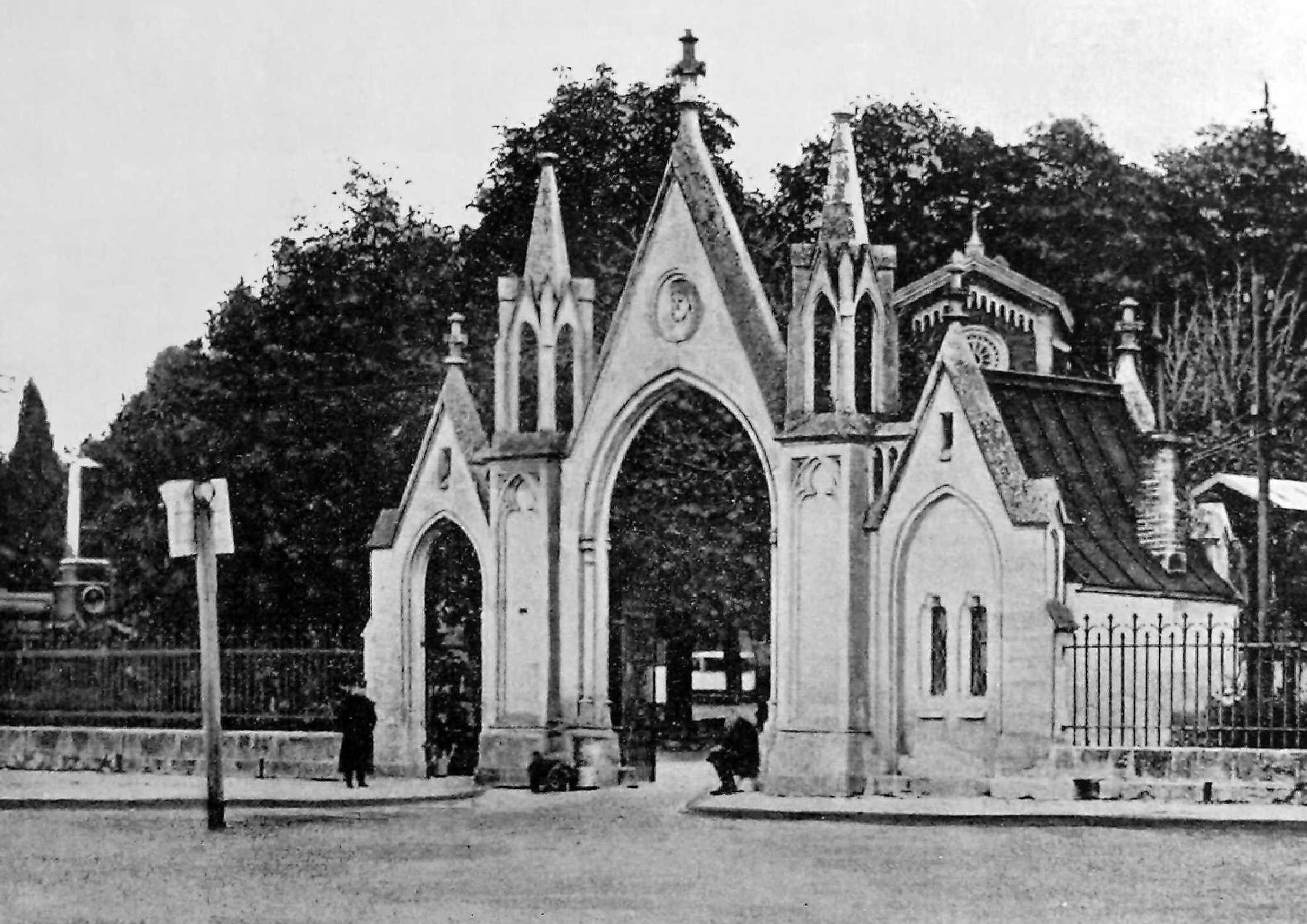
Ingresso del cimitero all'inizio del XX secolo

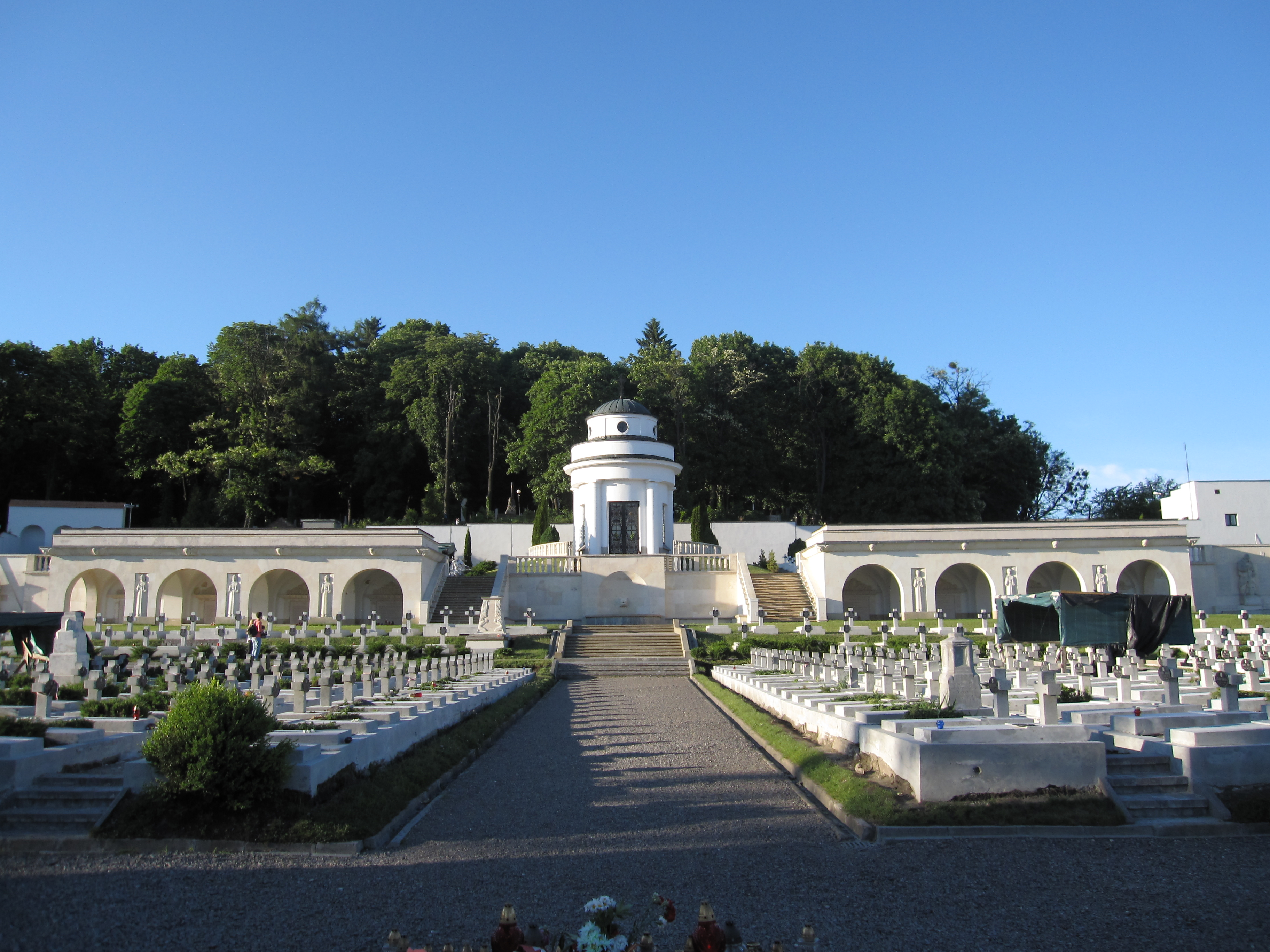
Cimitero dei Difensori di Leopoli

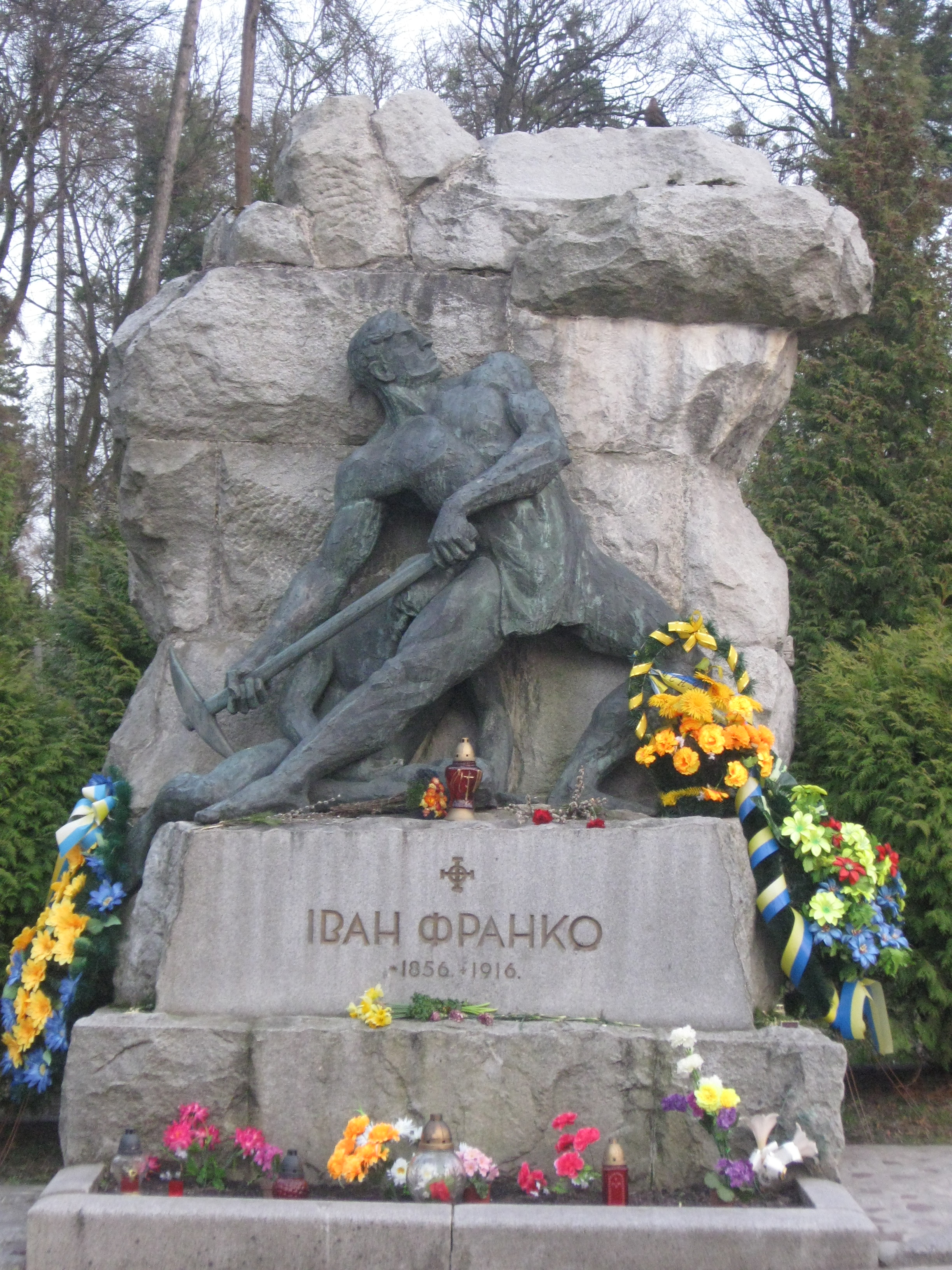
Tomba di Franko

Il cimitero è stato inaugurato nel 1786, è uno dei più antichi cimiteri comunali moderni d'Europa e dal 1991 è considerato area museale.
Durante la sua esistenza è stato ampliato più volte, già a partire dal 1790, e poi nel 1804, nel 1808 e nel 1856. Dal 1875 è stato arricchito dell'ingresso principale in stile neogotico su progetto di I. Drexler.

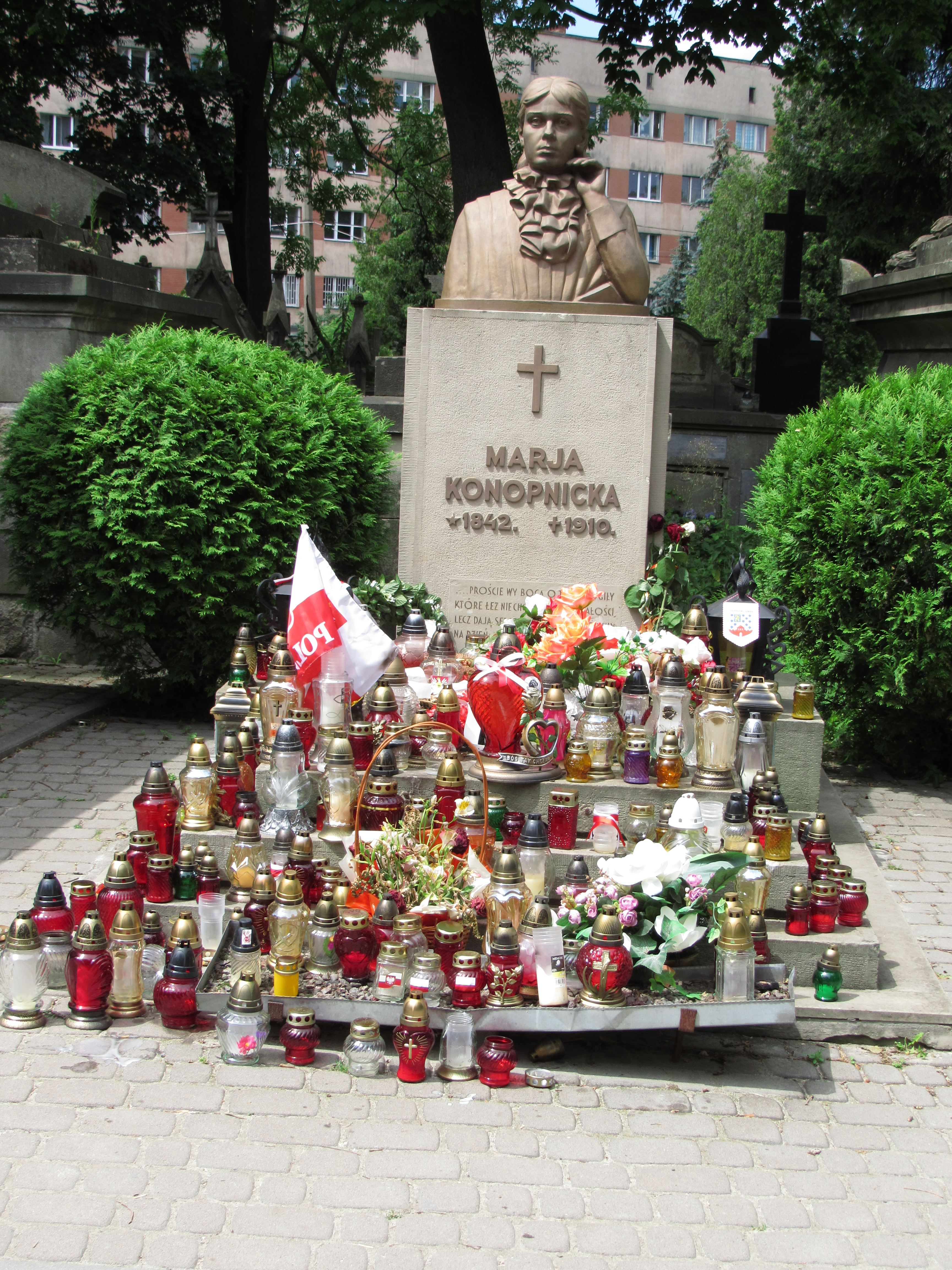
Tomba di Maria Konopnicka

## Descrizione
La struttura è una vera e propria necropoli con circa 400 000 tombe.
Nel cimitero furono sepolti i personaggi più ricchi e famosi del territorio, personalità della cultura, dell'arte, della scienza e della politica. Col passare del tempo è divenuto un vero museo di scultura e architettura tombale oltre che monumento di arte paesaggistica.
Tra le sculture vi sono opere di artisti famosi.
L'area cimiteriale è suddivisa in diverse sezioni:
- Memoriale ai soldati dell'esercito galiziano ucraino
- Memoriale degli eroi che morirono nella guerra russo-ucraina
- Memoriale dell'esercito ribelle ucraino
- Sepolture di Eroi dei Cento Celesti
- Area dedicata ai prigionieri politici e ai combattenti per la libertà dell'Ucraina
- Cimitero militare polacco del periodo 1918-1920
- Cimitero dei soldati sovietici
- Cimitero militare di Lychakiv.[1][2]

## Tombe famose
Tra le personalità che vi hanno trovato sepoltura vi sono:
- Stefan Banach
- Artur Grottger
- Maria Konopnicka
- Gabriela Zapolska
- Ivan Franko
- Volodymyr Ivasjuk
- Solomija Krušel'nyc'ka
- Markijan Semenovyč Šaškevyč
- Andrij Mel'nyk